# منتزه إفيفك الوطني

منتزه إفيفك الوطني (بالإنجليزية: Ivvavik National Park)‏ ومعنى الأسم بلغة السكان الأصليين محل الولادة، منتزه وطني كندي في إقليم يوكون على شواطئ بحر بيوفورت قُرب الحدود مع ولاية ألاسكا الأمريكية . تأسس الموقع عام 1984 بنائاً على إتفاق بين السلطات الكندية والسكان الأصليين.
ويقع ضمن المتنزه محمية وعول النيص (بالإنجليزية:  Porcupine caribou)‏ ،يُسمح لِعددً محدودةً من الزوارِ بزيارةِ الممُنتزه كُل عام.
تعيش في المنتزه إعداد وفيرة من الحيوانات البرية والمفترسة مثل الدببة والذئاب.المنتزه موضوع على لالقائمة المؤقتة لمواقع التراث العالمي منذ سنة 2004.

## وصلات خارجية
- Official site